# Bahosil
Bahosil är en ort i Mexiko.   Den ligger i kommunen Chamula och delstaten Chiapas, i den sydöstra delen av landet, 700 km öster om huvudstaden Mexico City. Bahosil ligger 2 280 meter över havet och antalet invånare är 767.
Terrängen runt Bahosil är kuperad. Runt Bahosil är det tätbefolkat, med 550 invånare per kvadratkilometer. Närmaste större samhälle är San Cristóbal de las Casas, 10,7 km sydost om Bahosil. I omgivningarna runt Bahosil växer huvudsakligen savannskog.